# Radioterapia
La radioterapia es una forma de tratamiento basada en el empleo de radiaciones ionizantes para tratar distintos tipos de cáncer como, por ejemplo, el de cabeza y cuello, mama, vejiga,  pulmón, bien para curarlos o para retrasar su progresión.
Las radiaciones ionizantes utilizadas con más frecuencia son los rayos X de megavoltaje, pero también se utilizan rayos gamma y haces de partículas como electrones, protones, neutrones e iones pesados como los de carbono.
La radiación no ionizante, como la radiación de microondas, los rayos ultravioleta y los ultrasonidos no pertenecen a la radioterapia.

## Concepto
La radioterapia es un tipo de tratamiento oncológico que utiliza las radiaciones para eliminar las células tumorales (generalmente cancerígenas) en la parte del organismo donde se apliquen (tratamiento local). La radioterapia actúa sobre el tumor, destruyendo las células malignas y así impide que crezcan y se reproduzcan. Esta acción también puede ejercerse sobre los tejidos normales; sin embargo, los tejidos tumorales son más sensibles a la radiación y no pueden reparar el daño producido de forma tan eficiente como lo hace el tejido normal, de manera que son destruidos bloqueando el ciclo celular. De estos fenómenos que ocurren en los seres vivos tras la absorción de energía procedente de las radiaciones se encarga la radiobiología.
Otra definición dice que la oncología radioterápica o radioterapia es una especialidad eminentemente clínica encargada de la epidemiología, la prevención, la patogenia, la clínica, el diagnóstico, el tratamiento y la valoración pronóstica de las neoplasias, sobre todo del tratamiento basado en las radiaciones ionizantes.
Los equipos de radioterapia son una tecnología sanitaria y por tanto deben cumplir la reglamentación de los productos sanitarios para su comercialización.
La radioterapia es un tratamiento que se viene utilizando desde hace un siglo, y ha evolucionado con los avances científicos de la Física, de la Oncología y de los ordenadores, mejorando tanto los equipos como la precisión, calidad e indicación de los tratamientos. La radioterapia sigue siendo junto con la cirugía y la quimioterapia, uno de los tres pilares del tratamiento del cáncer. Se estima que más del 50 % de los pacientes con cáncer precisarán tratamiento con radioterapia para el control tumoral o como terapia paliativa en algún momento de su evolución.

### Lo que no es la radioterapia
La radioterapia o la oncología radioterápica no se debe confundir con:
- Radiología, que es la especialidad médica encargada del diagnóstico por imagen basada en la radiación ionizante o rayos X, resonancia magnética, o ultrasonidos (ecografía).
- Medicina nuclear, que es otra especialidad médica encargada del diagnóstico por la imagen y del tratamiento que proporcionan los radionúclidos inyectados en el cuerpo.
- Quimioterapia, que es un tratamiento sistémico o de todo el cuerpo, mientras que la radioterapia es un tratamiento local o en una parte del cuerpo.

## Historia

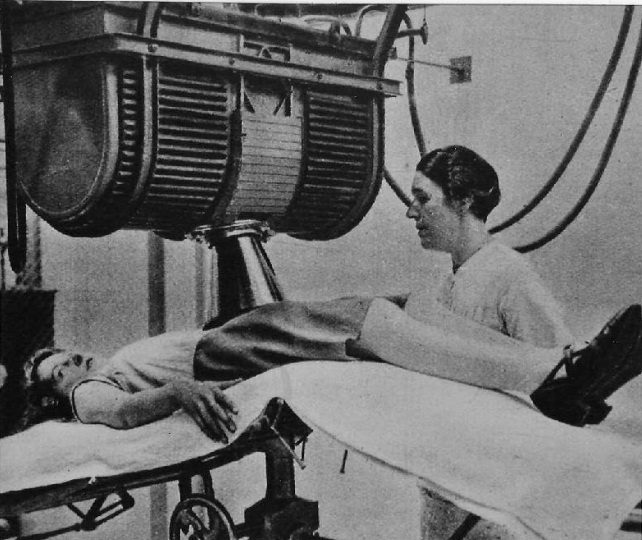
Sesión de radioterapia en el Istituto Nazionale per lo Studio e la Cura dei Tumori (hoy, Fondazione IRCCS Istituto Nazionale dei Tumori), de Milán. (Foto tomada hacia 1930.)

La radioterapia se utiliza como tratamiento hace ya más de un siglo. El primer informe de una curación a través de radioterapia data de 1899, poco después de 1895 cuando Wilhelm Konrad Röntgen descubre los rayos X y al año de 1898 cuando Curie descubrió el radio. La radioterapia es introducida en España en el año 1906 por Celedonio Calatayud, primer médico español en utilizarla en la lucha contra el cáncer. En 1922, en el Congreso de Oncología en París, el oncólogo radioterápico francés Henri Coutard presentó la primera evidencia del uso de radioterapia fraccionada (dosis de radiación divididas a lo largo de varios días) para curar el cáncer avanzado de laringe sin efectos secundarios significativos. Desde ese momento, la radioterapia, al igual que el resto de las técnicas utilizadas para tratar el cáncer, ha evolucionado mucho. La aparición en 1953 del acelerador lineal —un aparato que emite radiaciones—, y el uso del cobalto son dos de los grandes pasos que ha dado la ciencia en este terreno.
Hasta la década de 1980, la planificación de la radioterapia se realizaba con radiografías simples y verificaciones 2D o en dos dimensiones. El oncólogo radioterápico no tenía una idea certera de la localización exacta del tumor.
A partir de 1980, con la radioterapia conformada en tres dimensiones (RT3D), gracias a la ayuda del TAC y a los sistemas informáticos de cálculo dosimétrico, se obtienen imágenes virtuales de los volúmenes a tratar, que permiten concentrar mejor la dosis.
A partir de la década de 1990, otras técnicas de imagen como la RMN, ecografía y PET, se han incorporado a la planificación de la radioterapia, con las que se obtiene una delimitación más exacta del volumen tumoral para respetar a los tejidos sanos.
La radioterapia por intensidad modulada (IMRT, Intensity-modulated radiation therapy) es una forma avanzada de RT3D más precisa, en la que se modula o controla la intensidad del haz de radiación, obteniendo alta dosis de radiación en el tumor y minimizando la dosis en los tejidos sanos. Para ello utiliza modernos aceleradores lineales con colimador multiláminas y sofisticados sistemas informáticos de planificación dosimétrica y verificación de dosis.
Ya en el siglo XXI, empiezan a surgir complejos sistemas de radioterapia 4D, es decir, una radioterapia que tiene en cuenta los movimientos fisiológicos de los órganos como los pulmones durante la respiración.

## Tipos de radioterapia
Las técnicas a base de radiación utilizan equipos especiales para enviar altas dosis de radiación hacia las células cancerosas. La radioterapia se clasifica según diferentes características técnicas.

### Según la distancia de la fuente
Según la distancia en que esté la fuente de irradiación, se pueden distinguir dos tipos de tratamientos:

#### Braquiterapia
La palabra braquiterapia procede del griego brachys que significa «corto». Por tanto la braquiterapia es el tratamiento radioterápico,que consiste en la colocación de fuentes radiactivas encapsuladas dentro o en la proximidad de un tumor (distancia «corta» entre el volumen a tratar y la fuente radiactiva). Se usa principalmente en tumores ginecológicos. Se puede combinar con teleterapia. Se debe aislar al paciente radioactivo mientras la fuente esté en su lugar.

#### Radioterapia externa o teleterapia
La fuente de irradiación está a cierta distancia del paciente en equipos de grandes dimensiones, como son la unidad de Cobalto y el acelerador lineal de electrones. En este tipo de tratamiento, que es el más común, los pacientes acuden diariamente de forma ambulatoria por un período variable, dependiendo de la enfermedad que se esté tratando. La radiación puede ser de rayos gamma, rayos X, electrones, protones o núcleos atómicos. Antiguamente se empleaban rayos X de ortovoltaje o baja energía (pocos miles de voltios) que no tenían capacidad de penetrar en la profundidad de los tejidos. Más tarde se incorporó la bomba de Cobalto 60 cuya radiación de rayos gamma con una energía de 1,6 MeV (megaelectrón-voltios) penetraba más en profundidad. A partir de la década de 1970 surgieron los aceleradores lineales de electrones (ALE, o LINAC, del inglés LINear ACcelerator) que producen tanto rayos X de alta energía, pudiendo elegir la energía desde 1,5 hasta 25 MV, como electrones que sirven para tratar tumores superficiales.
La radioterapia externa convencional es la radioterapia conformada en tres dimensiones (RT3D). También pertenecen a este tipo de radioterapia la radiocirugía, la radioterapia estereotáctica corporal (SBRT), la Radioterapia con Intensidad Modulada (IMRT), la radioterapia corporal total (TBI, del inglés Total Body Irradiation).
Más recientemente se ha incorporado la tecnología de IGRT, (del inglés Image-Guided Radiation Therapy) donde el Acelerador Lineal utiliza accesorios adicionales para adquirir una tomografía computarizada de haz cónico (CBCT, TC cone beam) al paciente antes de comenzar su sesión de terapia y, luego de comparar estas imágenes con las imágenes de Tomografía Computarizada de la Simulación inicial, se determinan los movimientos o ajustes necesarios para administrar la radioterapia de una manera más efectiva y precisa.

##### Radioterapia externa convencional 2D
Históricamente, la radioterapia de haz externo convencional (RT2D) se administraba a través de haces bidimensionales utilizando unidades de rayos X de terapia de kilovoltaje, aceleradores lineales médicos que generan rayos X de alta energía o con máquinas que eran similares a un acelerador lineal, pero utilizando una fuente radiactiva encapsulada como el cobalto 60. La RT2D consiste principalmente en un solo haz de radiación que se envía al paciente desde varias direcciones: a menudo hacia adelante o hacia atrás, y ambos lados.
Convencional se refiere a la forma en que se planifica o simula el tratamiento en una máquina de rayos X de diagnóstico especialmente calibrada conocida como simulador porque recrea las acciones del acelerador lineal a simple vista con las disposiciones bien establecidas de los haces de radiación para lograr un plan deseado. El objetivo de la simulación es apuntar o localizar con precisión el volumen que se va a tratar. Esta técnica está bien establecida y generalmente es rápida y confiable. El inconveniente de la radioterapia externa convencional es que algunos tratamientos de dosis altas pueden estar limitados por el mayor riesgo de toxicidad por radiación de los tejidos sanos que se encuentran cerca del volumen del tumor objetivo.
Un ejemplo de este problema se ve en la radiación de la glándula prostática, donde la sensibilidad del recto adyacente limitaba la dosis que podría prescribirse de manera segura usando la planificación RT2D hasta tal punto que el control del tumor no puede ser fácilmente alcanzable. Antes de la invención de la TC, los médicos y los físicos tenían un conocimiento limitado sobre la verdadera dosis de radiación administrada tanto al tejido canceroso como al sano. Por esta razón, la radioterapia conformada tridimensional se ha convertido en el tratamiento estándar para casi todos los sitios tumorales. Más recientemente, se utilizan otras formas de obtención de imágenes, incluidas la resonancia magnética, la PET, la SPECT y la ecografía.

##### Unidad de Cobalto-60
El cobalto 60 emite rayos gamma y es el isótopo radiactivo que más se ha utilizado en la segunda mitad del siglo XX en radioterapia externa.
El decaimiento consiste en la emisión de un fotón de 1.33 MeV y otro de 1.17 MeV (de media 2 fotones de 1.25 MeV) para llevar al átomo de níquel a un estado estable.
En los aparatos de cobalto 60 la fuente de emisión radiactiva está contenida en una cámara de plomo o uranio ubicada en el cabezal del equipo. Reduce el tamaño de los tumores previo a una operación y, a diferencia de la quimioterapia, es un tratamiento de aplicación local y solo afecta la parte del cuerpo tratada. El cobalto 60 únicamente se utiliza en todas aquellas áreas donde el tumor no está muy profundo.
A finales del siglo XX la mayoría de las instalaciones de Cobalto 60 han sido reemplazadas por aceleradores lineales.

### Según la secuencia temporal
Según la secuencia temporal con respecto a otros tratamientos oncológicos, la radioterapia puede ser:
- Radioterapia exclusiva: El único tipo de tratamiento oncológico que recibe el paciente es la radioterapia. Por ejemplo en el cáncer de próstata precoz.
- Radioterapia adyuvante: Como complemento de un tratamiento primario o principal, generalmente la cirugía. Puede ser neoadyuvante si se realiza antes de la cirugía, pero sobre todo la adyuvancia es la que se realiza después de la cirugía (postoperatoria).
- Radioterapia concomitante, concurrente o sincrónica: Es la radioterapia que se realiza simultáneamente con otro tratamiento, generalmente la quimioterapia, que mutuamente se potencian.

### Según la finalidad de la radioterapia
Según la finalidad de la radioterapia, esta puede ser:
- Radioterapia radical o curativa: Es la que emplea dosis de radiación altas, próximas al límite de tolerancia de los tejidos normales, con el objetivo de eliminar el tumor. Este tipo de tratamiento suele ser largo y con una planificación laboriosa, donde el beneficio de la posible curación supera la toxicidad ocasionada sobre los tejidos normales. También puede considerarse radioterapia radical la radioterapia adyuvante al estar integrada dentro de un tratamiento multidisciplinar del cáncer.
- Radioterapia paliativa: En este tipo se emplean dosis menores de radiación, suficientes para calmar o aliviar los síntomas del paciente con cáncer, con una planificación sencilla y duración del tratamiento corto y con escasos efectos secundarios. Generalmente es una radioterapia antiálgica, pero también puede ser hemostática, descompresiva, para aliviar una atelectasia pulmonar, etc. Los objetivos de la radioterapia paliativa son:
  - Permitir un periodo asintomático más largo que el debilitamiento causado por el tratamiento y la enfermedad.
  - Mejorar la calidad de vida del paciente, con la mayor autonomía posible.
  - Aliviar síntomas angustiosos como la hemorragia, el dolor, la obstrucción y la compresión.
  - Impedir la aparición de síntomas urgentes como las hemorragias, obstrucción, perforación.

## Radioterapia intraoperatoria
Es la radioterapia que se administra durante la cirugía o poco después (perioperatoria) y puede realizarse tanto con braquiterapia como con radioterapia externa.

## Bases biológicas de la radioterapia
Al atravesar la célula, la radiación inducirá modificaciones en las moléculas presentes. Cuando el impacto tiene lugar en el ADN puede impedir la división celular, y por tanto morirá por bloqueo de su capacidad de proliferación. Las lesiones producidas en enzimas o lípidos son fácilmente reemplazables y la célula se repara. Los tejidos que proliferan activamente son más afectados por la radiación en el momento de la replicación, cuando un ADN se duplica, provocando un efecto local.

## Proceso de tratamiento
En el primer contacto que tiene el paciente con el oncólogo radioterápico, el médico elabora una historia clínica en la que incorpora las exploraciones que le hayan practicado al paciente, realizará una exploración física general y del área afectada. Es posible que se solicite algún examen adicional. Se explicará al paciente el tratamiento, su duración, días que tiene que acudir y efectos secundarios. El paciente debe comprender lo explicado, preguntar las dudas que le surjan y firmar el consentimiento informado.
- Planificación del tratamiento (simulación virtual): la planificación se ha de realizar en tres dimensiones con simulación virtual. Para ello, es preciso llevar a cabo una TAC en la posición en que se aplicará el tratamiento. Se podrá tatuar unos puntos en la piel, que determinan las coordenadas del paciente para colocarlo en la mesa de tratamiento.

- Dosimetría física: Con las imágenes del TAC digitalizadas en un ordenador, se delimitan las áreas a tratar y los órganos críticos. Por medio de un software, comúnmente llamado Sistema de planeación de tratamientos (TPS), se añaden los haces de fotones, la intensidad del haz y se reconstruyen los volúmenes de las áreas delimitadas. El mismo programa informático facilita radiografías digitales reconstruidas que imitan el aspecto del campo de tratamiento sobre una radiografía real.

- Verificación del tratamiento: Una vez planificado el tratamiento, el paciente acude a la unidad de tratamiento, y en la misma posición en la que se realizó el TAC de planificación y con unos desplazamientos en los tres ejes del espacio a partir del punto de origen, se realiza una radiografía o una imagen portal electrónica (rayos X de alta energía). La imagen que reproduce esta radiografía debe ser lo más parecida posible a la Radiografía Digital Reconstruida, y si es así comienza el tratamiento.

- Tratamiento: Consiste en varias sesiones de corta duración, habitualmente diarias de lunes a viernes, descansando sábados, domingos y festivos. En cada sesión de tratamiento se reproduce la misma posición que es la misma que cuando se realizó el TAC de planificación y que en la verificación. Durante el tratamiento el paciente es monitorizado por cámara de vídeo y micrófonos, para atender cualquier incidencia y ante la posibilidad de interrumpir el tratamiento. Periódicamente se pueden realizar radiografías de control para optimizar el tratamiento.

- Seguimiento durante el tratamiento: Los pacientes suelen tener visita semanal con el oncólogo radioterápico en la que deben contar los posibles efectos agudos de la radiación y formular preguntas que aún no se habían hecho. Si el paciente tuviera cualquier problema durante el tratamiento debe solicitar cita el mismo día que acuda al tratamiento.

- Seguimiento al finalizar el tratamiento: El paciente debería acudir a la consulta de Oncología Radioterápica periódicamente, como mínimo una vez al año, para valorar toxicidades tardías y conocer los resultados del tratamiento efectuado. Si el seguimiento de la enfermedad lo realiza el oncólogo radioterápico, este debe solicitar las exploraciones que estime oportuno para detectar o descartar recidivas y remitir al paciente al especialista determinado.

## Efectos secundarios
La radioterapia actúa localmente, por lo que sus efectos se notan allá donde va dirigida.
En general son cansancio y fatiga, inflamación y pesadez, enrojecimiento y sequedad en la piel (como después de una quemadura solar), que suelen desaparecer tras seis a doce semanas. Los efectos dependen también de la zona a tratar.
La acción de estos aparatos suele estar muy focalizada de manera que, en general, sus efectos suelen ser breves y, generalmente, bien tolerados.
Una buena combinación de descanso, actividad física y prendas delicadas puede atenuar estas molestias que, además, al depender del estado anímico del paciente, se hacen más tolerables por la incidencia de la actividad en balance con un adecuado descanso.
La contención psicológica del paciente es muy importante, ya que los cambios que tienen lugar en su cuerpo afectarán inevitablemente su psique.
Las células no tumorales también son sensibles del mismo modo a los efectos radioterapéuticos, por lo que en la mayoría de casos también resultan afectadas por este tratamiento. Ya sean en zonas locales focalizadas o a la hora de efectuar una radiación con mayor margen.
Esto tiene como efectos secundarios la muerte del resto de células plasmáticas (glóbulos blancos) no cancerígenas de otras partes del organismo. Crea una inmunodeficiencia realmente importante, provocando una exposición mayor a infecciones y hace que la recuperación del paciente sea lenta.
Otros efectos secundarios de la radioterapia, según la zona tratada, pueden ser: picazón, ampollas, diarrea, caída del cabello, náuseas, vómito, inflamación, dificultad para tragar, sequedad oral, cambios urinarios y en la vejiga.

## Equipo profesional
En el tratamiento de radioterapia participa un equipo de profesionales, que incluye:
- oncólogo radioterápico, responsable de la prescripción del tratamiento, así como de la supervisión y vigilancia del paciente;
- radiofísico hospitalario (físico médico): responsable, en el área de radioterapia, de la dosimetría física (funcionamiento dosimétrico de los equipos y control de calidad), así como de la dosimetría clínica individualizada para cada paciente (diseño del tratamiento); asesor además en tareas relacionadas con la imagen, en compensaciones de tratamiento por interrupción y en cuestiones radiobiológicas;
- técnico especialista en radioterapia, encargado de la ejecución diaria del tratamiento y del cuidado del paciente en cada una de estas unidades, del chequeo de movimientos mecánicos de la unidad y  de realizar las simulaciones del paciente (tomografía axial computarizada, TAC); de las unidades de radiofísica, y del diseño de dosimetrías sencillas y del diseño de controles de calidad para las unidades de tratamiento, siempre bajo supervisión del radiofísico;
  - tecnólogo médico en radioterapia: en Chile, profesional universitario de salud responsable de la supervisión y aplicación diaria del tratamiento, encargado de supervisar las simulaciones del paciente (TAC).
- ingeniero, encargado de revisar periódicamente los equipos, realizando manutención preventiva y reparación; responsable del correcto funcionamiento mecánico y electrónico de los equipos.
- profesional de enfermería, que debe tener formación específica en este campo; responsable del cuidado de los pacientes durante el tratamiento, de evaluar su condición general antes de iniciarlo, de informar sobre los posibles efectos secundarios y de enseñar a identificarlos y tratarlos (educación sanitaria);
- auxiliar de radioterapia, auxiliar administrativo y secretariado, responsables de la organización de la consulta y de las citas e informes de los pacientes.